# Andrés Palacios
Pour l’article homonyme, voir Palacios.
Andrés Palacios (né le 13 mai 1975 à Santiago du Chili) est un acteur chilien et mexicain.

## Biographie
Né au Chili, Andrés Palacios grandit au Mexique. Après des études de commerce et de publicité, il entre au centre de formation de TV Azteca pour devenir acteur. Il obtient des rôles dans des telenovelas de la chaîne mexicaine.
À partir de 2005 avec Amor en custodia et Mientras haya vida, il commence à interpréter des personnages principaux de telenovela, toujours sur TV Azteca. En 2014 avec Camelia la Texana et Señora Acero, il travaille pour Telemundo. 
À partir de 2016 il travaille pour Televisa avec Las amazonas puis d'autres telenovelas diffusées sur la chaîne Las Estrellas. Il incarne entre autres un président fictif dans La usurpadora.

## Télévision
- 2005-2006 : Amor en custodia : Nicolás Pacheco
- 2007-2008 : Mientras haya vida : Sergio Juárez
- 2009 : Eternamente tuya : Juan Pablo Tovar
- 2010 : Vidas robadas : Martín Sandoval
- 2011-2012 : Cielo rojo : Natan Garcés
- 2012 : Amor cautivo : Javier del Valle
- 2014 : Camelia la Texana : Facundo García
- 2014-2015 : Señora Acero : Eliodoro "Elio" Flores Tarso
- 2016 : Las amazonas : Alejandro
- 2017 : El vuelo de la victoria : Raúl de la Peña Muela
- 2017 : El bienamado : Homero Samperio
- 2018 : Tenías que ser tú : Miguel "Miky" Carreto Jiménez
- 2019 : La usurpadora : Carlos Bernal Mejía
- 2020-2021 : Imperio de mentiras : Comandant Leonardo Velasco
- 2022 : Amor dividido : Bruno García
- 2022 : La madrastra : Esteban Lombardo
- 2023 : Tierra de esperanza : Santos Sandoval
- 2024 : Amor amargo : Tomás Jiménez

## Récompenses et distinctions
Nominations
- Premios Tu Mundo 2015 : meilleur acteur principal d'une telenovela
- Premios TVyNovelas 2017 : meilleur acteur pour Las amazonas

Lauréat
- Prix Bravo 2006 : révélation masculine[2]